# Seznam slovenských kardinálů
Toto je seznam slovenských kardinálů:

## Žijící
K srpnu 2022 nemá Slovensko žijícího kardinála. 

## Zesnulí
- Alexander Rudnay (kardinál-kněz, arcibiskup ostřihomský) – od roku 1826 (in pectore, zveřejněno 1828)
- Ján Krstiteľ Scitovský (kardinál-kněz, arcibiskup ostřihomský) – od roku 1853
- Ján Černoch (kardinál-kněz, arcibiskup ostřihomský) – od roku 1914
- Ján Chryzostom Korec SJ (kardinál-kněz, emeritní biskup nitranský) – od roku 1991
- Jozef Tomko (kardinál-kněz, dříve titulární arcibiskup) – od roku 1985

## Další kardinálové narození na území dnešníhoSlovenska
- Leopold Karl von Kollonitsch (kardinál-kněz, biskup ve Vídeňském Novém Městě, poté biskup rábský, později arcibiskup kaločský a nakonec arcibiskup ostřihomský) – od roku 1686
- Ján Krstiteľ Scitovszký (kardinál-kněz, arcibiskup ostřihomský) – od roku 1853
- Juraj Haulík Váralyai (kardinál-kněz, arcibiskup záhřebský) – od roku 1856
- József Samassa (kardinál-kněz, arcibiskup jágerský) – od roku 1905
- Jusztinián Györg Serédi OSB (kardinál-kněz, arcibiskup ostřihomský) – od roku 1927